# 1376

## Narození
- červenec – Ladislav I. Neapolský, neapolský král († 6. srpna 1414)
- ? – Žofie Bavorská, římská a česká královna jako manželka Václava IV. († 1425)
- ? – Ludvík z Vendôme, vrchní královský komoří a velmistr Francie († 21. prosince 1446)

## Úmrtí
- 5. dubna – Přeclav z Pohořelé, vratislavský biskup a kancléř Karla IV. (* 5. května 1299/1310)
- 8. června – Eduard, anglický korunní princ a vojevůdce (* 15. června 1330)

## Hlava státu
- České království – Karel IV.
- Moravské markrabství – Jošt Moravský
- Svatá říše římská – Karel IV.
- Papež – Řehoř XI.
- Anglické království – Eduard III.
- Francouzské království – Karel V. Moudrý
- Polské království – Ludvík I. Uherský
- Uherské království – Ludvík I. Uherský
- Lucemburské vévodství – Václav Lucemburský
- Byzantská říše – Jan V. Palaiologos